# Almenara (Madrid)
Almenara es un barrio administrativo de la ciudad española de Madrid, perteneciente al distrito de Tetuán. Corresponde a la zona 64 según la división administrativa del Ayuntamiento de Madrid. A esta zona de la capital se la conoce comúnmente como La Ventilla.
Está delimitado al norte por la avenida Sinesio Delgado, al este por el Paseo de la Castellana, al sur por la calle Pinos Alta, la calle de Bravo Murillo y la Plaza de Castilla. La principal arteria del barrio es la avenida de Asturias.
En la avenida de Asturias tiene lugar todos los domingos y festivos un rastro.

## Transportes

### Cercanías Madrid
Ninguna estación de Cercanías Madrid da servicio a Almenara. La más cercana es Chamartín, al otro lado del Paseo de la Castellana (C-2, C-3, C-4, C-7, C-8, C-10, y trenes de Media y Larga distancia)

### Metro de Madrid
Las líneas 1, 9 y 10 dan servicio al barrio:
- La línea 1 da servicio al sur del barrio con las estaciones de Valdeacederas y Plaza de Castilla
- La línea 9 da servicio a la Avenida de Asturias con las estaciones de Plaza de Castilla y Ventilla
- La línea 10 da servicio a la estación Plaza de Castilla

### Autobuses
Dentro de la red de la Empresa Municipal de Transportes de Madrid, las siguientes líneas prestan servicio a este barrio:
| Línea | Terminales                                   |
| ----- | -------------------------------------------- |
| 5     | Sol / Sevilla – Estación de Chamartín        |
| 27    | Embajadores – Plaza de Castilla              |
| 42    | Plaza de Castilla – Peñagrande               |
| 49    | Plaza de Castilla – Pitis                    |
| 66    | Cuatro Caminos – Fuencarral                  |
| 67    | Plaza de Castilla – Bº Peñagrande            |
| 70    | Plaza de Castilla – Alsacia                  |
| 107   | Plaza de Castilla – Hortaleza                |
| 124   | Cuatro Caminos – Lacoma                      |
| 129   | Plaza de Castilla – Manoteras                |
| 134   | Plaza de Castilla – Montecarmelo             |
| 135   | Plaza de Castilla – Hospital Ramón y Cajal   |
| 147   | Callao – Barrio del Pilar                    |
| 149   | Tribunal – Plaza de Castilla                 |
| 173   | Plaza de Castilla – Sanchinarro              |
| 174   | Plaza de Castilla – Valdebebas               |
| 175   | Plaza de Castilla – Las Tablas Norte         |
| 176   | Plaza de Castilla – Las Tablas Sur           |
| 177   | Plaza de Castilla – Marqués de Viana         |
| 178   | Plaza de Castilla – Montecarmelo             |
| 179   | Plaza de Castilla - El Pardo                 |
| N22   | Cibeles – Barrio de La Paz                   |
| N23   | Cibeles – Montecarmelo                       |
| N24   | Cibeles – Las Tablas                         |
| SE704 | Plaza de Castilla – Cementerio de Fuencarral |
| SE833 | Plaza de Castilla – Las Tablas               |